# Fernando Quiñones
Fernando Quiñones Chozas (Chiclana de la Frontera, Cádiz, 2 de marzo de 1930-Cádiz, 17 de noviembre de 1998) fue un escritor español que cultivó diversos géneros literarios, entre ellos la novela, el relato, la poesía y el teatro.

## Biografía
Pasó su infancia y su adolescencia en Cádiz con su abuela paterna. A los quince años, empieza a trabajar en el muelle. En diciembre de 1948 comienza su aventura literaria con la creación de la revista El Parnaso con la que estuvo hasta febrero de 1950 y a la que seguirá Platero, que se publica hasta 1954.
Empieza a escribir en la prensa, una actividad que no abandonó nunca. Una serie de sus artículos periodísticos serán recogidos años más tarde en dos volúmenes, Fotos de carne y Por la América morena, que aglutinan cada uno cincuenta textos.
Terminado el servicio militar, marcha a Madrid donde empieza a trabajar para el Reader's Digest en octubre de 1953 y donde se abrirá paso.
En 1957 empiezan sus viajes por el mundo: Francia, Portugal, Italia, Marruecos, entre otros. En este mismo año publica su primer libro de poesía, Ascanio o Libro de las flores y Cercanía de la gracia con el que había obtenido el accésit del Premio Adonais de poesía en 1956.
Se casó en Milán en 1959 con Nadia Consolani. En ese mismo año nace su hija Mariela. Un año más tarde gana el Premio Literario del diario La Nación de Buenos Aires con Siete historias de toros y de hombres. Jorge Luis Borges, miembro del jurado, sentenció: 

Nada sabíamos del hombre que velaba el seudónimo; el ambiente, la entonación y cierto desenfado en el manejo de las palabras dejaban entrever un español y aun un andaluz. Dos temas —el vino y la tauromaquia— prevalecían en los textos; ambos tendían a alejarnos de ellos. Como Quevedo éramos partidarios del toro no de los toreros... Todos sentimos sin embargo, que los temas son símbolos y adjetivos. El único tema es el hombre... Y en los cuentos de Fernando Quiñones estaba el hombre, su índole y su destino. Los premiamos con unánime acuerdo, porque advertimos en la obra de Quiñones a un gran escritor de la literatura hispánica de nuestro tiempo, o, simplemente de la literatura.

También en 1960 gana el Premio de prosa de las XII Fiestas de la Vendimia de Jerez con Cinco historias del vino. En 1963 nace su segundo hijo, Mauro.
En 1971 Fernando decide dedicarse por completo a la literatura y abandona su trabajo en el Reader's Digest. A partir de ahora vivirá a caballo entre Madrid y su amado Cádiz. Viajes, conferencias, pregones, cursos y la escritura ocupan la mayor parte de su tiempo. En 1973 marcha con su amigo Félix Grande a Hispanoamérica como embajador del flamenco: Puerto Rico, Perú, Argentina, Nicaragua y Chile. En 1987 viaja con José Agustín Goytisolo a Marruecos; con Antonio Hernández en el Yemen. En Cuba le dan el Premio Casa de las Américas.
Para Cádiz, y con el deseo de engrandecer su ciudad, crea Alcances, un festival que dirige desde 1968 a lo largo de una década. La muestra, uno de los ejes culturales de la capital gaditana, está dedicada hoy en exclusiva al cine, aunque con Fernando Quiñones al frente tuvo un carácter misceláneo: pintura, música clásica, flamenco, cine, literatura y un sinfín de actividades que dieron vida a los veranos gaditanos. Alcances fue una empresa encomiable que lidió con la falta de medios económicos y con una férrea censura franquista.
También Cádiz le debe a Fernando Quiñones el impulso de la fundación de la Peña Flamenca Enrique el Mellizo, la primera que se crea en la capital gaditana de estas características.
Enamorado de su tierra, de su sur gaditano, una tarde cualquiera, poco antes de morir, al borde del océano Atlántico, Fernando Quiñones se llevó a su mujer Nadia junto al mar y desde allí le dijo: «Nadia, quiero hacerte un regalo: te regalo Cádiz». La ciudad regalará a Fernando Quiñones, justo en ese lugar, el paseo que recibe su nombre.
El 17 de noviembre de 1998 en el Hospital Puerta del Mar de Cádiz fallece a causa de un tumor peritoneal.

## Obra y premios
Se vio reflejado en algunas de sus obras que era un enamorado del flamenco, entre ellas destaca De Cádiz y sus cantes, galardonada con el Premio de Investigación de la Semana de Estudios Flamencos en 1964; El flamenco vida y muerte (1971); Toros y arte flamenco (1982); Los poemas flamencos y un relato de lo mismo (1983); El flamenco (1985); ¿Qué es el flamenco? (1992); Antonio Mairena. Su obra, su significado (1989). En Televisión Española estará por primera vez en 1965; en la 2, durante cuatro años. Aunque se incorporará de nuevo con su programa de flamenco en 1977.
Al Premio Leopoldo Panero de poesía en 1963 que recibió por su libro En vida, se sucederán los libros de relatos: La gran temporada, Cinco historias del vino, La guerra, el mar y otros excesos, El viejo país, Historias de la Argentina, Sexteto de amor ibérico; comienza la serie de las Crónicas: Crónicas de mar y tierra (1968), Crónicas de Al-Andalus (1970), Crónicas americanas (1973), Crónicas del cuarenta (1976), y en 1979 queda finalista del Premio Planeta con Las mil noches de Hortensia Romero. Escribe también teatro: Carmen, Andalucía en pie, El grito, Si yo les contara. En 1983 vuelve a quedar finalista del Planeta con La canción del pirata. Con Las crónicas de Hispania gana el Premio Internacional de Poesía Ciudad de Melilla de 1984; el Tiflos, en 1988, con Las crónicas de Castilla. En 1990 recibe el Premio de novela Café Gijón por Encierro y fuga de San Juan de Aquitania; Vueltas sin fecha se lleva el Premio de Novela Breve Juan March en 1994; Casa puesta en placeres le consigue el Esteban Manuel de Villegas en ese mismo año. En 1998, en vísperas de su muerte, obtiene el Jaime Gil de Biedma por Las crónicas de Rosemont y la Universidad de Cádiz lo nombra doctor honoris causa.

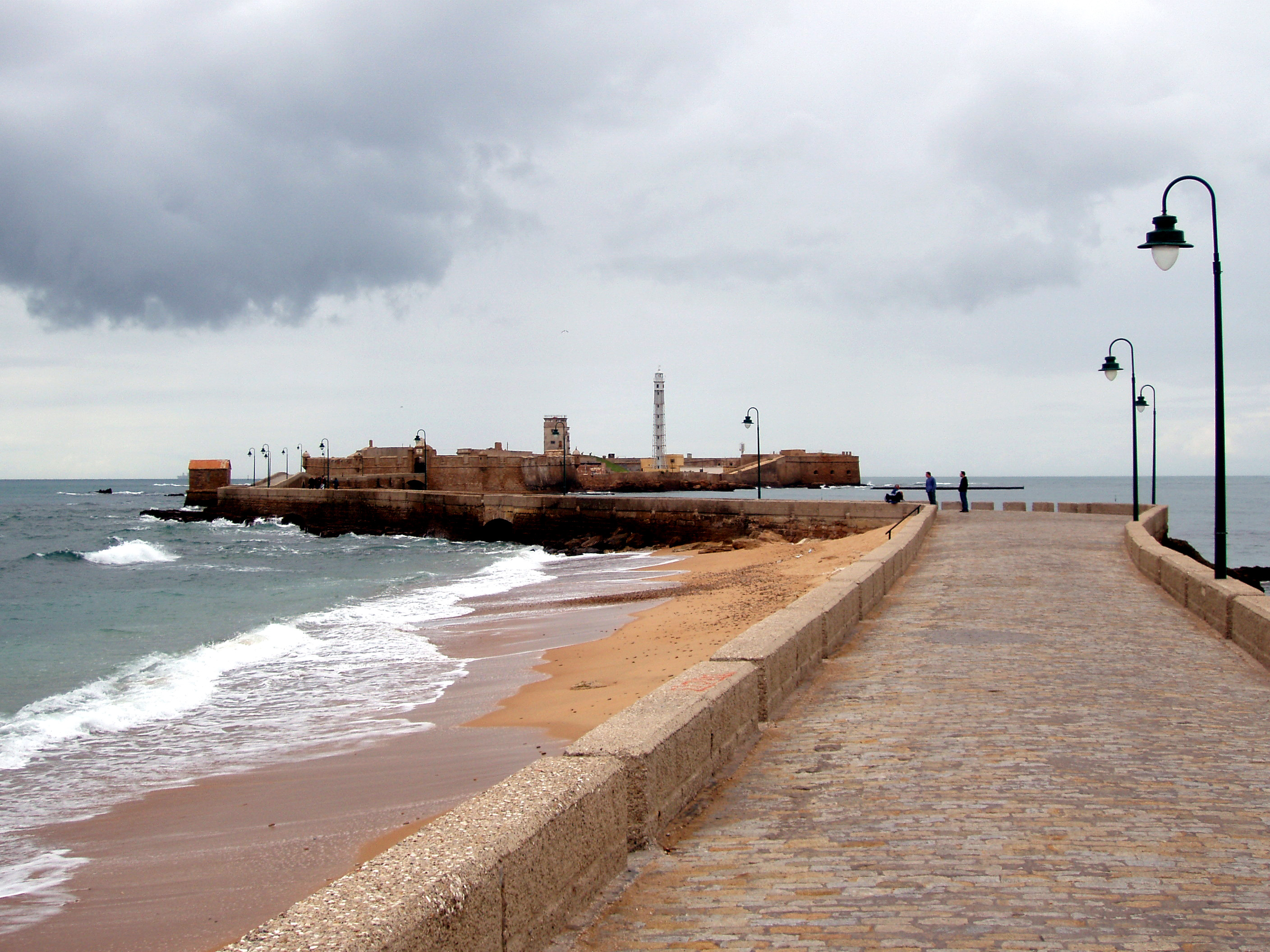
Paseo de Fernando Quiñones (Cádiz). Al fondo, el Castillo de San Sebastián frente al océano Atlántico.

Además de los libros mencionados, escribe poesía en Ben Jaqan, Las crónicas americanas, Memorándum, Las crónicas inglesas, Muro de las hetairas o Libro de afición tanta o libro de las putas, Las crónicas del Yemen, Las crónicas yugoslavas, Los poemas de Córdoba, Casa puesta en placeres o Últimos pliegos de la carta a Cori con otros poemas eróticos; libros de relatos: El viejo país, Nos han dejado solos, Viento sur, Legionaria, El coro a dos voces; novelas: El amor de Soledad Acosta, Vueltas sin fecha, La visita, Los ojos del tiempo, Culpable o El ala de la sombra; ensayos: Óscar Estruga, escultor.

## Reconocimientos
Además de los premios recibidos por su obra literaria, la ciudad de Cádiz le ha dedicado un monumento frente al mar en el Paseo que lleva su nombre y ha creado una ruta turística con el nombre de Fernando Quiñones.
La ciudad de Chiclana le concedió la Medalla de Oro (1988) y la Universidad de Cádiz lo nombró doctor honoris causa (1997).
Tras su fallecimiento la Diputación Provincial de Cádiz, junto a otras entidades, creó la Fundación Fernando Quiñones.
Distinciones honoríficas
- Hijo Predilecto de la provincia de Cádiz (1998)[5]